# Eaton Estates (Ohio)
Eaton Estates es un lugar designado por el censo ubicado en el condado de Lorain en el estado estadounidense de Ohio. En el Censo de 2010 tenía una población de 1222 habitantes y una densidad poblacional de 541,07 personas por km².

## Geografía
Eaton Estates se encuentra ubicado en las coordenadas 41°18′18″N 82°0′49″O / 41.30500, -82.01361. Según la Oficina del Censo de los Estados Unidos, Eaton Estates tiene una superficie total de 2.26 km², de la cual 2.25 km² corresponden a tierra firme y (0.34%) 0.01 km² es agua.

## Demografía
Según el censo de 2010, había 1222 personas residiendo en Eaton Estates. La densidad de población era de 541,07 hab./km². De los 1222 habitantes, Eaton Estates estaba compuesto por el 96.56% blancos, el 0.74% eran afroamericanos, el 0.49% eran amerindios, el 0.25% eran asiáticos, el 0% eran isleños del Pacífico, el 0.33% eran de otras razas y el 1.64% pertenecían a dos o más razas. Del total de la población el 2.05% eran hispanos o latinos de cualquier raza.